# Betula delavayi
Betula delavayi — вид квіткових рослин з родини березових (Betulaceae). Росте у Китаї.

## Біоморфологічна характеристика
Це кущ чи невелике дерево до 4–12 м заввишки. Кора темно-сіра. Гілки діагональні або розпростерті, іноді прямовисні. Гілочки коричневі, густо жовто ворсинчасті. Листкова ніжка 5–10 мм, рідко ворсинчаста. Листова еліптична, довгаста, яйцювата або широко-яйцювата, (1.5)2–7 × 1–4 см; абаксіально (низ) розріджено-смолиста, ворсинчаста вздовж жилок, адаксіально густо жовто ворсинчаста в молодості, край подвійно дрібно зазубрений, верхівка загострена чи заокруглена. Жіночі суцвіття довгасті чи видовжено-циліндричні, 10–25 × 5–10 мм. Горішок обернено-яйцеподібний або еліптичний, 2.5–3 × 1.5–2 мм, запушений, з дуже вузькими крилами.

## Поширення й екологія
Поширення: Китай (Сичуань, Юньнань, Хубей). Зростає на висотах від 2400 до 4000 метрів. Цей вид утворює широколистяні ліси і зарості, зазвичай на вапняках. Він погано переносить перезволожений ґрунт, чутливий до посухи, а також потребує аерованого ґрунту.